# Purpurmålla
Purpurmålla (Chenopodium purpurascens) är en amarantväxtart som beskrevs av Antoine Laurent de Jussieu och Nikolaus Joseph von Jacquin. Purpurmålla ingår i släktet ogräsmållor, och familjen amarantväxter. Arten förekommer tillfälligt i Sverige, men reproducerar sig inte.